# گوشه‌گیر سرخ‌گون
گوشه‌گیر سرخ‌گون (نام علمی: Phaethornis ruber) نام یک گونه از سرده گوشه‌گیرمرغ‌ها است.